# تشارلز رايت
تشارلز رايت (بالإنجليزية: C. S. Wright)‏ (و. 1887 – 1975 م) هو مستكشف، من كندا، ولد في تورونتو، شارك في بعثة تيرا نوفا، توفي عن عمر يناهز 88 عاماً.

## التعليم
تعلم في جامعة تورنتو.

## مناصب وهيئات
أدار جامعة كامبريدج.

## الخدمة العسكرية
خدم في الجيش البريطاني.

## جوائز
حصل على جوائز منها:
- الصليب العسكري
- نيشان الحمام من رتبة فارس
- نيشان الامبراطورية البريطانية من رتبة ضابط.